# 苏克素护河部
苏克素护河部（穆麟德轉寫：suksuhu aiman），又作苏克苏浒河部、苏克苏护河部。满族先世，明朝末年建州女真诸部之一，建州左卫属部。因沿苏克素护河（今辽宁省浑河支流苏子河）居住，故名苏克素护河部。
苏子河其河源出辽东都司边外纳鲁窝集（今辉发河南），距沈阳170里入浑河支流。所部位于该部中、下游。以兴京（今辽宁省新宾满族自治县老城镇）为中心，东至木奇，西达营盘之地。包括苏子河和萨尔浒在内的浑河本流南岸的一些地方。北邻哲陈部、西南接浑河部，东与努尔哈赤本部相连。主要从事农业，境内所属城寨有图伦城、萨尔浒城、界凡城、马尔敦城、安图瓜尔佳城、兆佳城、扎喀城、赫济格（黑济格）城、古勒城、沙济城、嘉木湖寨、沾河寨等。万历十四年（1586年）为努尔哈赤所并。